# ユウガ
株式会社ユウガ（Yuuga co.,ltd.）は、東京都に本社を置く、主にアーケードゲーム・パチンコなどの部品や周辺機器、ゲームセンターやホールなどの備品やグッズなどを扱う商社である。かつてカプコンが開発した麻雀学園シリーズの発売元となっていたことがある。

## 主要業務
アミューズメント機器、遊技機、周辺機器の倉庫保管・管理・配送業務及び販売代行業務、自動車法人リース等の代理店業務

## 主要取引先
（株）SANKYO、サミー（株）、（株）ロデオ、コナミ（株）、（株）セガ、（株）カプコン、オリックスオートリース（株）、他大手各社